# NGC 5423
NGC 5423 ist eine linsenförmige Galaxie vom Hubble-Typ E-S0 im Sternbild Bärenhüter. Sie ist schätzungsweise 264 Millionen Lichtjahre von der Milchstraße entfernt und hat einen Durchmesser von etwa 120.000 Lj.
Im selben Himmelsareal befinden sich u. a. die Galaxien NGC 5416, NGC 5424, NGC 5431, NGC 5434.
Das Objekt wurde am 25. April 1883 von Wilhelm Tempel entdeckt.